# 鹿谷秋海棠
鹿谷秋海棠（学名：Begonia lukuana）是秋海棠科秋海棠属的植物。为台灣特有植物，分布在台湾海拔500~1800公尺的區域，多生长在林下，目前尚未由人工引种栽培。
鹿谷秋海棠最大的特色在葉上表面暗綠色，下表面泛紫紅色、苞片全緣、子房3室、果實不等3翼與葉柄長度等特徵能與其他種區別，部分個體植株葉片上具有白色斑點。分布於臺灣中低海拔地區。